# Каллаи, Миклош
Доктор Миклош Каллаи де Надькалло (венг. Dr. nagykállói Kállay Miklós; 23 января 1887, Ньиредьхаза — 14 января 1967, Нью-Йорк) — венгерский политик, премьер-министр Венгрии с 9 марта 1942 по 19 марта 1944 года.

## Биография
Семейство Каллаи было старинным и влиятельным дворянским родом в комитате Ньиредьхаза (Nyíregyháza). М. Каллаи занимал должность наместника (ишпана) этого комитата с 1921 по 1929 гг. Затем он перешёл на работу в правительство Венгрии: сначала заместителем статс-секретаря министерства труда (1929-31), затем занял должность министра сельского хозяйства (1932-35). Он ушёл в отставку с министерской должности в 1935 г. в знак протеста против крайне правой политики премьер-министра Д. Гёмбёша. В течение почти десятилетия Каллаи находился в стороне от политики, пока регент Хорти не пригласил его на должность премьер-министра после смещения в марте 1942 года Ласло Бардоши, поскольку пронацистская политика последнего вызвала у Хорти опасения в потере Венгрией своего влияния и суверенитета.
Хотя Венгрия оставалась союзником нацистской Германии, Каллаи вместе с регентом Хорти оставались на консервативных позициях и критически относились к фашизму. Правительство Каллаи отказалось участвовать в депортациях евреев и в ряде других мероприятий, которых от них требовал Гитлер. Более того, правительство также позволило функционировать левой оппозиции (за исключением коммунистов), не вмешиваясь в её деятельность.
В международных вопросах Каллаи поддерживал акции Германии против СССР. С другой стороны, Каллаи инициировал начало переговоров с участниками Антигитлеровской коалиции на случай военного коллапса Германии. Таким образом премьер-министр пытался обеспечить сохранение независимости и территориальных приращений Венгрии (которая, при содействии Оси Берлин-Рим, в 1938—1941 г. увеличила свою площадь в 2 раза). Венгрия пообещала не сбивать английские и американские самолеты, пролетавшие над её территорией, а в ответ Великобритания и США воздерживались от нанесения бомбовых ударов по Венгрии. В перспективе, Каллаи рассчитывал, что благодарные союзники пойдут на увеличение территории Венгрии за счет её соседей. Одновременно венгерская дипломатия начала обсуждать возможность перехода на сторону Антигитлеровской коалиции с другими немецкими сателлитами (например, со Словакией в 1943 г.). Раздражённые политикой союзной Венгрии, немцы оккупировали её в марте 1944 года и потребовали от Хорти заменить Каллаи на более лояльного преемника, которым стал Дёме Стояи. После этого Каллаи вынужден был бежать.
Некоторое время Каллаи удавалось скрываться от нацистов в турецком посольстве в Будапеште. Однако осенью 1944 г., правительство Ф. Салаши, нарушив неприкосновенность турецкого посольства, при участии Гестапо арестовало Каллаи и отправило его в концлагерь Дахау, а позднее переправило в Маутхаузен. В конце апреля 1945 г. он был перевезён в Тироль вместе с рядом других известных заключённых, где и был освобождён частями 5-й американской армии 5 мая 1945 г..
В 1946 г. Каллаи отправился в эмиграцию, и с 1951 года поселился в США. В 1954 г. опубликовал свои мемуары «Венгерский премьер: личные воспоминания о борьбе нации во время Второй мировой войны» (Hungarian Premier: A Personal Account of a Nation’s Struggle in the Second World War).